# Торнаречо
Торнарѐчо (на италиански: Tornareccio, на местен диалект Turnaréccë, Турнаречъ) е село и община в Южна Италия, провинция Киети, регион Абруцо. Разположено е на 630 m надморска височина. Населението на общината е 1937 души (към 2010 г.).